# Glacier de By
De Glacier de By is een gletsjer in de Alpen en ligt in Italië. De naam komt van het lagergelegen plaatsje By. De gletsjer was oorspronkelijk verbonden met de Glacier de Mont Durand, maar er is ijs weggesmolten. Nu loopt de gletsjer van de Col Garrone naar beneden het Val di Ollomont in. Vanaf Rifugio Amianthe is deze gletsjer over een moeilijk pad te bereiken.